# وجوه لتمثال زائف (رواية)
وجوه لتمثال زائف، رواية صدرت في 2018 للكاتب حسين السكاف، (مواليد سنة 1960 ببغداد) هو ناقد وروائي عراقي مُقيم في الدنمارك. توجت الرواية بجائزة كتارا للرواية العربية عن فئة الروايات غير المنشورة 2018.

## ملخص الرواية
"وجوه لتمثال زائف" تدور حول "مرهون عيسى صاحب" في العراق بعد الاحتلال الأمريكي. الرواية تتناول بجرأة شخصية فاسدة تفتقد للأخلاق وتورطت في أعمال شنيعة. تقدم رؤية ناقدة للفساد وتكشف مأساة الأبرياء الضحايا. الكاتب نجح في استخدام تقنيات التشويق واللغة ببراعة، مما يجعلها رواية سردية فاضحة وناقدة للواقع الاجتماعي في العراق بعد فترات الاستبداد والاحتلال.

## جوائز
توجت الرواية بجائزة كتارا للرواية العربية في فئة "الروايات غير المنشورة" 2018.